# Josse Impens
Pour les articles homonymes, voir Josse et Impens.
Josse Impens, né le 29 avril 1840 à Bruxelles et mort le 6 novembre 1905 à Schaerbeek, est un peintre belge, principalement connu comme peintre d'intérieurs, de scènes de genre, de portraits et de nus.

## Biographie
Josse Corneille Désiré Impens est le fils de Désiré Joseph Louis Impens, commis voyageur et de Marie Catherine Vanderhasselt établis rue des Grands Carmes à Bruxelles en 1840.
Il devient l'élève de Jean-François Portaels à l'Académie royale des beaux-arts de Bruxelles (de 1853 à 1856 et de 1858 à 1861), en même temps que les artistes Édouard Agneessens et Émile Wauters. Il se distingue par la souplesse de son dessin et une palette particulièrement colorée.
En 1893, il s'installe à Schaerbeek où il réside jusqu'à sa mort : successivement rue Josaphat no 68, rue de Brabant no 132, avenue Rogier no 365 et no 111.
Il réalisa de nombreuses scènes d'auberges et de cabarets dans le vieux Bruxelles, mais également des intérieurs d'ateliers représentant des artisans au travail. Il peignit en outre plusieurs autoportraits le représentant en train de peindre, vu de dos, dans son atelier.
Il exposa à Bruxelles (1891 et 1896) et à Munich (1891 et 1894). Ses œuvres sont exposées notamment aux musées de Bruxelles, Liège et Dunkerque.
En 1909, en hommage à ce peintre, la commune de Schaerbeek baptisa une de ses artères du nom de rue Josse Impens.

## Accueil critique
Sa nécrologie, parue dans le journal La Réforme, rappelle : « Monsieur Josse Impens a derrière lui une carrière artistique de près de trente années, mais il n'a pas encore produit autant qu'il l'aurait voulu, sa vie ayant été assombrie pendant de longues années par [...] la perte de deux enfants qu'il chérissait. Il a autant vécu à la campagne qu'à la ville, ayant appris à aimer sérieusement les vieux intérieurs des paysans flamands[...]. Il a cultivé, sa vie durant, la spécialité d'art qu'il aimait.[...] Les yeux de cet amoureux de belles flambées de couleurs se sont donc fermés. Ils chérissaient tant les chatoiements féériques de la lumière. ».

## Quelques œuvres
- Au cabaret.
- Dans l'atelier.
- Jeune femme de profil.
- Le Peintre.
- Les Joueurs de dés.
- L'Impression couleurs.
- Moment de repos.
- Portrait de femme (Madame Vve Vleminck).
- Vieil homme dans un intérieur.